# Mrównikowate
Mrównikowate (Orycteropodidae) – jedyna rodzina ssaków łożyskowych z rzędu rurkozębnych (Tubulidentata). Do rodziny należy tylko jeden żyjący współcześnie gatunek: mrównik afrykański.

## Charakterystyka
Zwierzęta te zamieszkują Afrykę, na południe od Sahary. Mają szczególny rodzaj uzębienia, na które składa się 20 słupowatych zębów (8 przedtrzonowych oraz 12 trzonowych). Dorosłe osobniki mają tylko stale rosnące trzonowce i przedtrzonowce, składające się z wielu pryzm zębiny zawierającej miazgę zębową. Zęby są pozbawione szkliwa i korzeni. Pozostałe typy zębów (siekacze, kły) występują tylko w postaci zębów mlecznych. Mózg mrównikowatych ma niewielkie rozmiary, półkule mózgowe są słabo pofałdowane. Pysk tych zwierząt jest wyciągnięty w krótką trąbę, łapy uzbrojone z silne pazury. Cechy te sprawiają, że mrównikowate mogą skutecznie żerować na termitach: najpierw rozgrzebują ich gniazdo, a potem wydłużonym pyskiem wyjadają owady. Mrówniki mają bardzo dobrze rozwinięty węch.

## Systematyka
Do rodziny należy jeden występujący współcześnie rodzaj:
- Orycteropus É. Geoffroy Saint-Hilaire, 1796 – mrównik – jedynym żyjącym współcześnie przedstawicielem jest Orycteropus afer (Pallas, 1766) – mrównik afrykański

Opisano również rodzaje wymarłe:
- Amphiorycteropus Lehmann, 2007[15]
- Eteketoni Pickford, 2019[16] – jedynym przedstawicielem był Eteketoni platycephalus Pickford, 2019
- Leptorycteropus Patterson, 1975[9] – jedynym przedstawicielem był Leptorycteropus guilielmi Patterson, 1975
- Myorycteropus MacInnes, 1956[17]